# Schoepfiaceae
Schoepfiaceae Blume è una famiglia di piante angiosperme dell'ordine Santalales.

## Tassonomia
La famiglia comprende i seguenti generi:
- Arjona Cav.
- Quinchamalium Molina
- Schoepfia Schreb.